# Empar Pineda
Pour les articles homonymes, voir Pineda.
Empar Pineda Erdozia, née à Hernani, dans la Guipuscoa, en 1944, est une militante basque reconnue du féminisme international, victime de la répression franquiste, et une grande personnalité européenne des droits humains, particulièrement dans le domaine de l'histoire des droits des femmes et des droits LGBT.

## Biographie
Née dans la région basque de la Guipuscoa sous la dictature franquiste, elle s'intéresse très jeune à la politique et aux droits humains dans un contexte de forte répression contre les femmes, notamment lesbiennes, du fait de la répression franquiste.
Elle est inscrite dans une école de religieuses allemandes et obtient le baccalauréat en 1964, mais à l'époque, aucune université publique n'existe au Pays Basque. Elle emménage donc à Madrid, chez sa sœur. Dans la capitale espagnole, elle participe à la lutte des étudiants antifranquistes, notamment avec l'Union des jeunesses communistes d'Espagne. Pour cela, elle est interdite d'entrée à l'Université de Madrid. Elle s'inscrit  donc à l'Université de Salamanque, puis, plus tard, à l'Université d'Oviedo, dans les Asturies, où elle est diplômée en en philologie romane.
Après son diplôme, elle revient à Madrid, où elle donne des cours de langues et de littérature, tout en poursuivant son militantisme dans les organisations de gauche.
Elle fait face à la répression franquiste. Elle est arrêtée par les autorités et est incarcérée à la prison de Martutene, à Saint-Sébastien, au Pays basque.
Pendant la transition démocratique, elle s'installe à Barcelone où elle dirige le Mouvement communiste de Catalogne et fait son coming-out.
En 1977, elle participe à la première Marche des Fiertés de Madrid.
En 1981, elle est cofondatrice du Collectif des féministes lesbiennes de Madrid.
En 2008, elle reçoit la Creu de Sant Jordi du gouvernement catalan pour son action dans la défense des droits des femmes. Elle la refuse et la conteste en 2011 lorsque la récompense est attribuée au dirigeant de l'UDC, parti de centre-droit catalan, Josep Antoni Duran i Lleida.
Empar Pineda est aujourd'hui considérée comme l'une des personnalités les plus importantes en Espagne dans le domaine des droits LGBT, ainsi que dans la défense des travailleuses du sexe.